# Tsoongia axillariflora
Tsoongia es un género monotípico de plantas con flores perteneciente a la familia Lamiaceae. Su única especie: Tsoongia axillariflora Merr., 1923., es originaria de China e Indochina.

## Descripción
Son arbustos o árboles pequeños, que alcanzan un tamaño de 1-7 m de altura. Con las ramillas de color rojo púrpura, cilíndricas. Pecíolos de 2-5.5 cm, las hojas son pubescentes, glandulares, el limbo elíptico a ovado-elípticos, de 6-15 X 3-6,5 cm,  escasamente pubescentes y glandulares, especialmente el envés, base anchamente cuneada, margen entero acuminado, el ápice  agudo; con venas 4 -7 pares, en el envés son prominentes. Las brácteas y bracteolas son persistentes. Cáliz de 2-3 mm. Corola amarilla, tubo de 9 mm. Fruto negro-marrón cuando madura, casi ovoide, de 4 mm de diámetro.

## Taxonomía
Tsoongia axillariflora fue descrito por Elmer Drew Merrill y publicado en Philippine Journal of Science 23(3): 264–265. 1923.

## Fuente
- Philippine Journal of Science 23(3): 264-265. 1923.
- Cantino, P. D. et al. 1992. Genera of Labiatae: status and classification. In: Harley, R. M. & T. Reynolds, eds., Advances in labiate science. (Adv Lab Sci) 511–522.